# Apple A14 Bionic
Der Apple A14 Bionic ist ein vom US-amerikanischen Unternehmen Apple entwickelter 64-bit ARM-basierter System-on-a-Chip (SoC). Vorgestellt wurde der Nachfolger des Apple A13 Bionic im September 2020 und kam erstmalig im iPad Air der 4. Generation zum Einsatz. Seit 2022 wird er im iPad der 10. Generation verbaut. Auch die iPhones 12, 12 mini, 12 Pro und 12 Pro Max nutzen den SoC. Nachfolger ist der Apple A15 Bionic.

## Design
Der A14 Bionic verfügt über eine von Apple entwickelte ARMv8.4-A-CPU mit zwei Hochleistungskernen, die Firestorm heißen und mit bis zu 2,99 GHz takten, und vier energieeffizienten Kernen, Icestorm genannt und mit bis zu 1,82 GHz getaktet. Apple gibt ein Leistungsplus von 40 % gegenüber dem A12 Bionic an. Die Firestorm-Cores haben 192 kiB L1I- und 128 kiB L1D-Cache und einen gemeinsamen 8 MiB großen L2-Cache. Die Icestorm-Cores haben 128 kiB L1I- und 64 kiB L1D-Cache und teilen sich einen 4 MiB großen L2-Cache. Apple verbaut die zweite Generation spezieller Einheiten zur Beschleunigung von Matrizenberechnungen für KI-Anwendungen (AMX genannt). Sie sollen bis zu 70 % schneller arbeiten als im Vorgänger.
Der A14 Bionic integriert einen von Apple entwickelten Grafikprozessor (GPU) mit weiterhin vier Shaderclustern sowie eine dedizierte neuronale Netzwerk-Hardware (NPU) mit nun 16 Kernen. Laut Apple soll die GPU bis zu 30 % schneller sein als im A12 Bionic, die NPU soll 11 TOps leisten, 80 % mehr als im Vorgänger A13 Bionic. Im SoC ist neben weiteren Funktionsblöcken, wie einem ISP und dem HDR Video Prozessor, auch der M14-Motion-Koprozessor integriert. Alle Funktionsblöcke sind über eine Fabric zusammengeschlossen, ihnen steht ein gemeinsamer 16 MiB großer System-Level-Cache zur Verfügung.
Der A14 Bionic wird bei TSMC in einem 5-nm-FinFET-Verfahren N5 hergestellt, enthält 11,8 Milliarden Transistoren und ist 88,45 mm² groß. Das SoC bildet zusammen mit dem LPDDR4X-4266-RAM einen PoP (Package-on-Package), hergestellt in TSMCs InFO-Packaging-Verfahren, das Speicherinterface ist 64 Bit breit und es werden Versionen mit 4 GiB oder 6 GiB verbaut.